# Coeficiente de selección
En genética de poblaciones, un coeficiente de selección, generalmente denotado por la letra s, es una medida de las diferencias en la aptitud relativa. Los coeficientes de selección son fundamentales para la descripción cuantitativa de la evolución, ya que las diferencias de aptitud determinan el cambio en las frecuencias de genotipos atribuibles a la selección. 
La siguiente definición de s se usa comúnmente. Supongamos que hay dos genotipos, A y B en una población con aptitud física relativa  {\displaystyle w_{A}}  y  {\displaystyle w_{B}} respectivamente. Luego, eligiendo el genotipo A como nuestro punto de referencia, tenemos {\displaystyle w_{A}=1} y {\displaystyle w_{B}=1+s}, donde s mide la ventaja de aptitud física (s > 0) o la desventaja (s <0) de B.
Por ejemplo, el alelo tolerante a la lactosa se propagó de muy bajas frecuencias a altas frecuencias en menos de 9000 años desde la agricultura con un coeficiente de selección estimado de 0.09 - 0.19 para una población escandinava. Aunque este coeficiente de selección puede parecer un número muy pequeño, a lo largo del tiempo evolutivo, los alelos favorecidos se acumulan en la población y se vuelven cada vez más comunes, llegando potencialmente a la fijación.